# Vendémiaire (U-Boot)
Die Vendémiaire (Kennung: Q 59) war ein Boot der Pluviôse-Klasse der französischen Marine.

## Allgemeines
Das dampfbetriebene U-Boot wurde am 8. Juni 1912 von dem französischen Schlachtschiff Saint-Louis bei einem Marinemanöver vor den Casquets im Ärmelkanal gerammt und ging mit der gesamten Besatzung verloren.